# Przedsiębiorstwo Komunikacji Samochodowej Zielona Góra
Przedsiębiorstwo Komunikacji Samochodowej Zielona Góra Sp. z o.o. – polskie przedsiębiorstwo transportowe z siedzibą w Zielonej Górze.
PKS Zielona Góra powstało w 1950 r. jako regionalna Ekspozytura Towarowo-Osobowa Państwowej Komunikacji Samochodowej dla województwa zielonogórskiego. W 2001 r. firma przyjęła obecną formę prawną. Od 2002 r. jest spółką pracowniczą. Na początku 2010 r. 51% udziałów w firmie należało do pracowników, reszta była własnością Skarbu Państwa (49%). W końcu 2012 przedsiębiorstwo zatrudniało 378 osób, a w końcu 2015 - 337.

## Charakterystyka
PKS Zielona Góra jest jednym z największych przewoźników samochodowych w województwie lubuskim. Firma ma 180 autobusów. Zarządza pięcioma dworcami autobusowymi: w Zielonej Górze, Gubinie, Krośnie Odrzańskim, Sulechowie i Świebodzinie; czterema stacjami obsługi (Gubin, Krosno Odrzańskie, Świebodzin i Zielona Góra) oraz stacjami paliw w: Zielonej Górze, Krośnie Odrzańskim, Lubsku i Świebodzinie. Ponadto od 01.05.2014r. prowadziło część komunikacji miejskiej w Lublinie.
PKS Zielona Góra obsługuje publiczny transport pasażerski z Zielonej Góry do większości miast zachodniej i północno-zachodniej Polski. Przewozi rocznie około 10 milionów pasażerów. Poza tym prowadzi własną sieć stacji paliw, wypożyczalnię autobusów, świadczy usługi naprawcze i remontowe, świadczy usługi reklamowe, wynajmuje nieruchomości oraz organizuje zagraniczne wyjazdy turystyczne. Posiada również licencję przewoźnika kolejowego. Jak do tej pory nie ma jednak własnego taboru kolejowego i nie podjęło się tego rodzaju przewozów.